# Frälsningsarmen, Sölvesborg

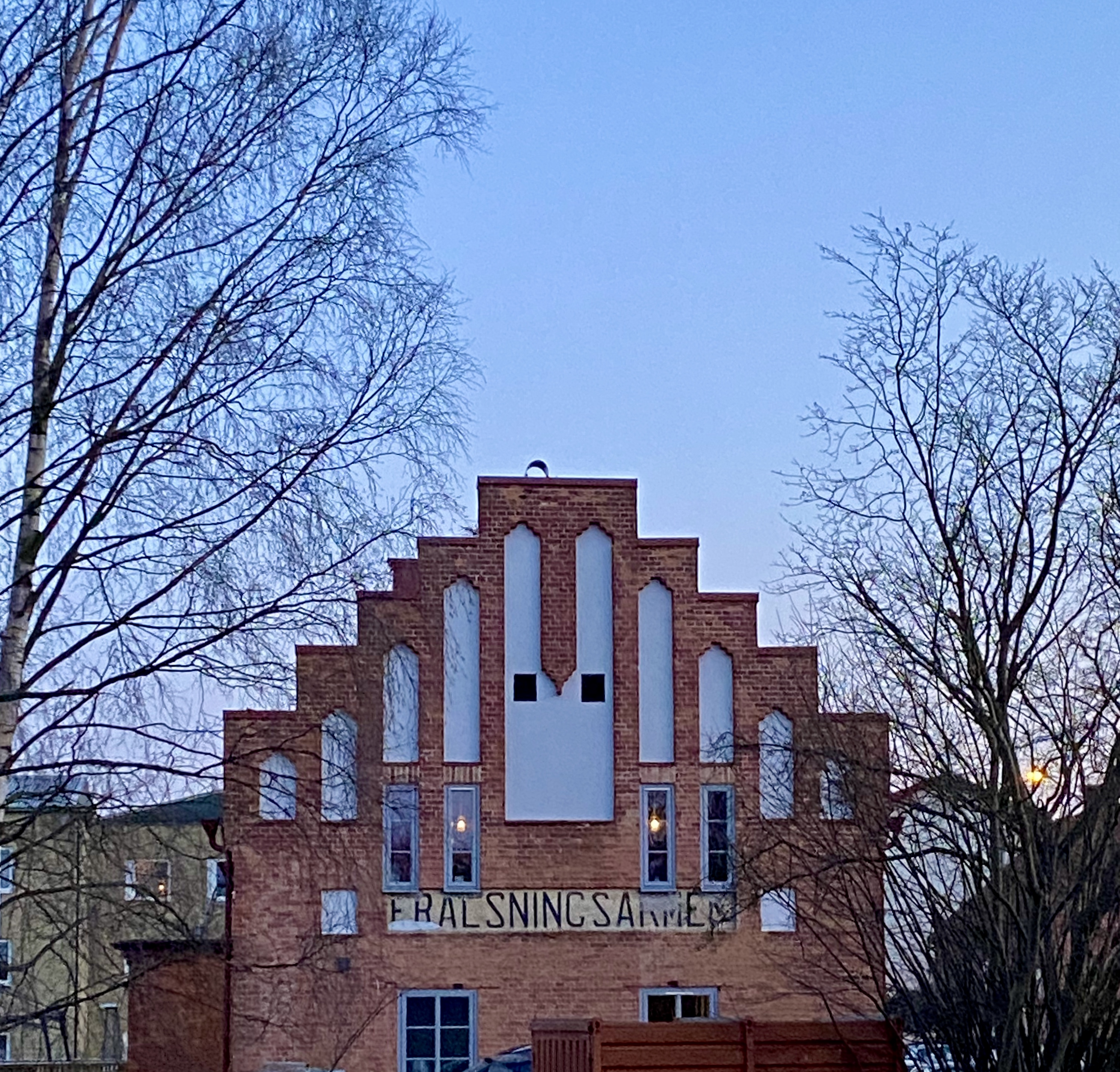
Frälsningsarmens gamla kyrka i Sölvesborg

Frälsningsarmen i Sölvesborg var en religiös organisation i Sölvesborg som var aktiv under 1900-talet och in på 2000-talet. Idag är föreningen nedlagd, men den gamla kyrkan står kvar och har idag byggts om till privat bostad  Kyrkan är placerad cirka etthundrafemtio meter från Sölvesborgs gamla fattighus. Det är okänt om kyrkan är uppförd med fattighuset i åtanke.